# Едуин Томас
Едуин Томас (на английски: Edwin Thomas) е английски писател, автор на бестселъри в жанровете исторически трилър и приключенски роман. Пише под псевдонима Том Харпър (на английски: Tom Harper).

## Биография и творчество
Едуин Томас е роден през 1977 г. във Франкфурт на Майн, Западна Германия. Израства в Белгия и в Кънектикът, САЩ. Учи история в колежа „Линколн“ в Оксфорд. Започва да пише още като студент. Първият му разказ „Смъртта от невидимата ръка“ е публикуван в „Икономист“ през 1997 г.
След дипломирането си работи три години в актюерска фирма, за да се издържа, след се посвещава на писателската си кариера. Участва през 2001 г. в конкурс за наградата „Дагер“ за дебют с първата глава на романа „The Blighted Cliffs“. Печели втора награда, и намира агент и издател.
Приключенският му исторически роман „The Blighted Cliffs“ от поредицата „Нежеланите приключения на лейтенант Мартин Джерълд“ и публикуван през 2003 г. Те са със сюжети от Наполеоновите войни.
През 2004 г. започва да пише трилъри под псевдонима Том Харпър. Поредицата му „Деметриос Аскиатес“ е свързана с Първия кръстоносен поход и свързаните с него исторически мистерии.
Големите му успехи като писател идват с историческите трилъри „Изгубеният храм“, „Книгата на тайните“, „Трезорът на Сен Лазар“ и „Тайната на мъртвите“.
Произведенията на писателя често са в списъците на бестселърите. Те са преведени на 12 езика по света.
Едуин Томас живее със семейството си в Йорк.

## Произведения

### Като Едуин Томас

#### Серия „Нежеланите приключения на лейтенант Мартин Джерълд“ (Reluctant Adventures of Lieutenant Martin Jerrold)
1. The Blighted Cliffs (2003) - награда за дебют
2. Chains of Albion (2004)
3. Treason's River (2006)

### Като Том Харпър

#### Самостоятелни романи
- The Lost Temple (2007)
Изгубеният храм, изд.: ИК „Бард“, София (2011), прев. Асен Георгиев
- The Book of Secrets (2009)
- The Lazarus Vault (2010)
Трезорът на Сен Лазар, изд.: ИК „Бард“, София (2011), прев. Асен Георгиев
- Secrets of the Dead (2011)
Тайната на мъртвите, изд.: ИК „Бард“, София (2012), прев. Асен Георгиев
- The Orpheus Descent (2013)
Наследството на Орфей, изд.: ИК „Бард“, София (2014), прев. Асен Георгиев
- Zodiac Station (2014)
- Black River (2015)

#### Серия „Деметриос Аскиатес“ (Demetrios Askiates)
1. The Mosaic of Shadows (2004)
2. Knights of the Cross (2005)
3. Siege of Heaven (2006)

#### Серия „Станция Зодиак“ (Zodiac Station)
- Polar Vortex (2014) – предистория

1. Zodiac Station (2014)

#### Серия „Кортни“ (Courtney) – сУилбър Смит
15. The Tiger's Prey (2017)
17. Ghost Fire (2019)

#### Новели
- The Twelfth Tablet (2013)
- Polar Vortex (2014)